# Públio Cornélio Cipião Barbato
Públio Cornélio Cipião Barbato ou Públio Cornélio Cipião Barbado (em latim: Publius Cornelius Scipio Barbatus) foi um político da gente Cornélia da República Romana, nomeado ditador em 306 a.C. Serviu depois como pontífice máximo.

## Identificação
Segundo os Fastos Capitolinos, foi cônsul em 328 a.C., mas Lívio indica que Públio Cornélio Escápula foi cônsul naquela data.

## Ditadura
Cornélio Barbato foi nomeado ditador "comitiorum habendorum causa" (com poderes limitados) em 306 a.C. na ausência dos cônsules Quinto Márcio Trêmulo e Públio Cornélio Arvina, que conduziam a campanha contra os samnitas, para conduzir as eleições consulares. Seu mestre da cavalaria foi Públio Décio Mus.